# Superlumínic
El terme superlumínic, o fenomen més ràpid que la llum, es refereix a la propagació d'informació o matèria a una velocitat superior a c (velocitat de la llum).

## Terminologia

### Viatjar més ràpid que la llum
En el context d'aquest article, més ràpid que la llum es refereix a transmetre informació o matèria a una velocitat superior a la constant c, aproximadament 300.000 km/s, que és el que es va definir com a velocitat de la llum. Això no és igual a viatjar més ràpid que la llum perquè:
- Alguns processos es propaguen a velocitats majors a c, però no porten informació (veure la secció Aparentment més ràpid que la llum d'aquest mateix article).
- La llum viatja a una velocitat donada per c/n quan no està en un buit, sinó que viatja en un mitjà amb índex de refracció equivalent a n, provocant que la llum es refracti; en altres materials una partícula pot viatjar més ràpid que la llum en tal medi c/n (encara que sempre més lent que c, la qual cosa provoca Radiació de Cherenkov).

Cap d'aquests fenòmens viola la Relativitat especial ni crea un problema de causalitat, per la qual cosa no es qualifiquen com més ràpids que la llum.

### Propietat superlumínica
La propietat superlumínica es refereix a la capacitat d'una partícula o mitja de transport o cos capaç d'enviar informació a una velocitat superior a (velocitat de la llum) .

Les partícules hipotètiques amb la propietat superlumínica s'anomenen taquions.